# 乙酰丙酮配合物
金属的乙酰丙酮配合物是金属离子（通常是过渡金属）与乙酰丙酮阴离子（CH3COCHCOCH3−）形成的配合物，通常简写为M(acac)x。通常，两个氧原子都与金属结合形成六元螯合环。乙酰丙酮上连接有取代基的配合物RCOCHCOR′−）也是已知的。与相应的金属卤化物不同的是，乙酰丙酮配合物可溶于有机溶剂。这些性质使乙酰丙酮配合物可以用作催化剂前体和金属试剂，如用作NMR的“转移试剂”、有机合成的催化剂、工业上加氢甲酰化催化剂前体等。在一些情况下，C5H7O2−还可以通过中心的碳原子与金属结合，这种键合模式对于第六周期的过渡金属如Pt(II)和Ir(III)则更为常见。
不同金属的乙酰丙酮配合物如下所示：

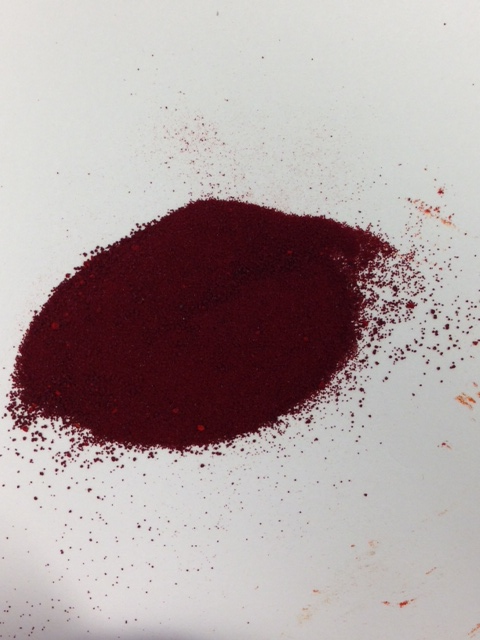
乙酰丙酮铁(III)
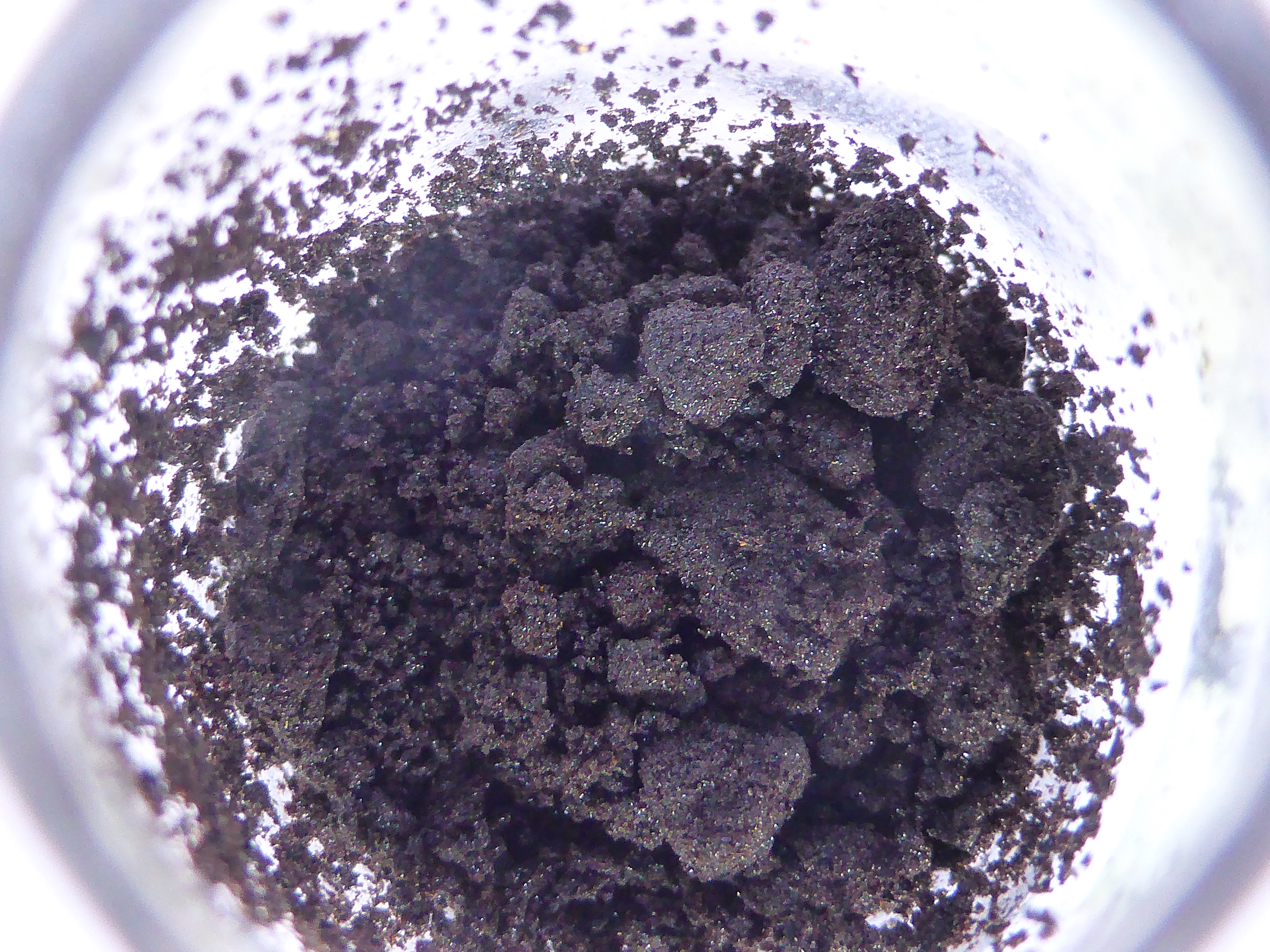
乙酰丙酮锰(III)
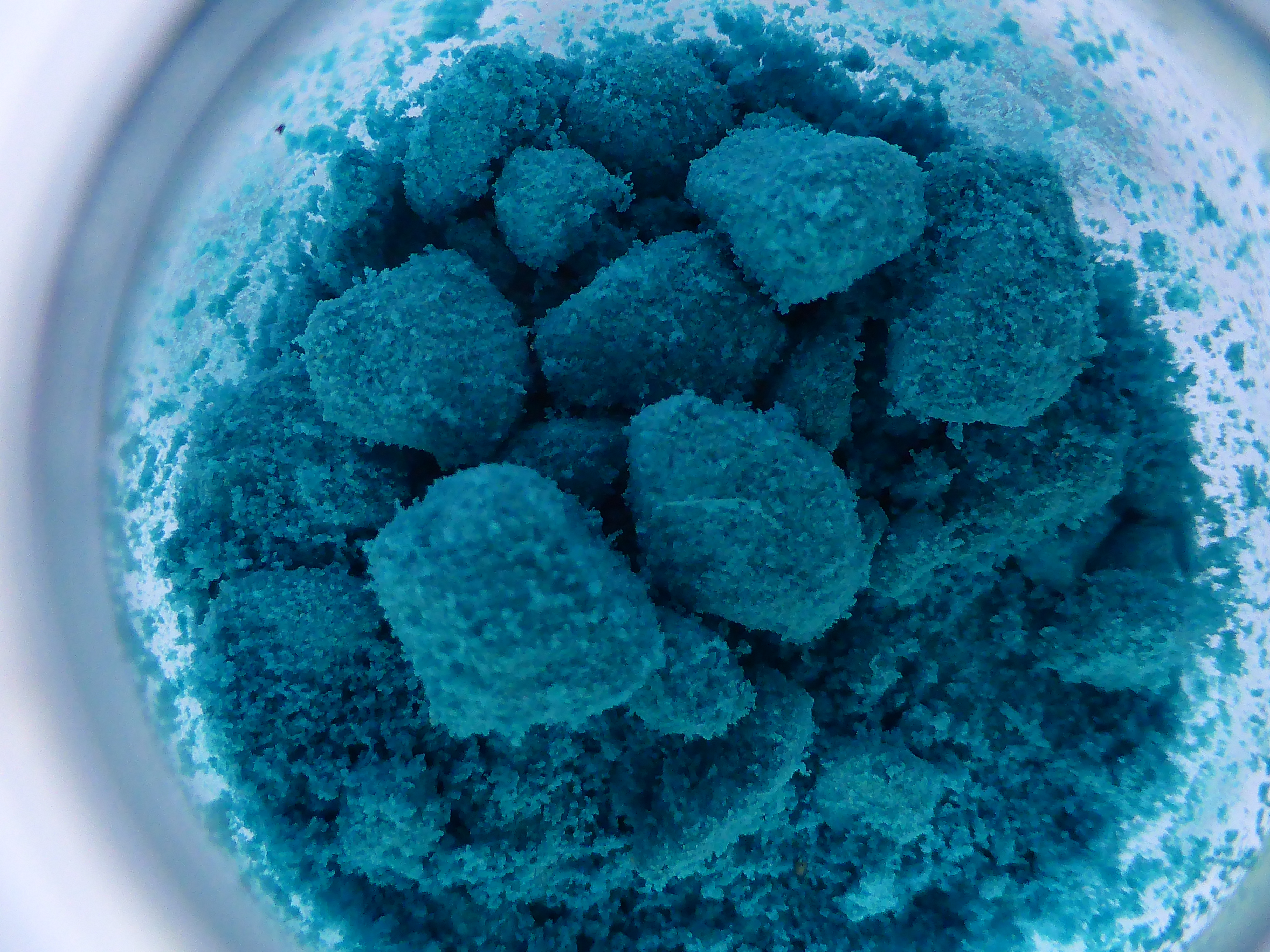
乙酰丙酮氧钒(IV)
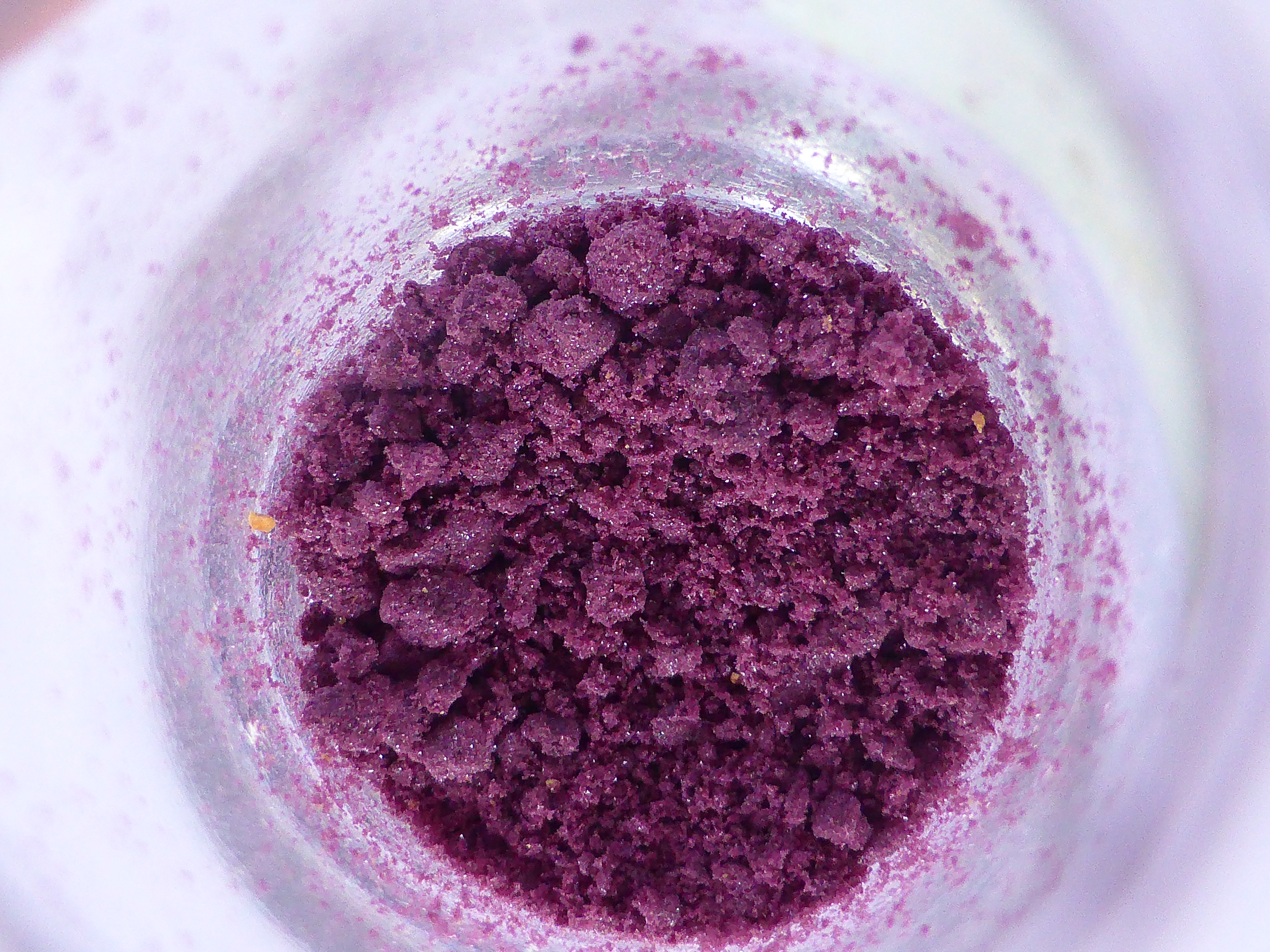
乙酰丙酮铬(III)
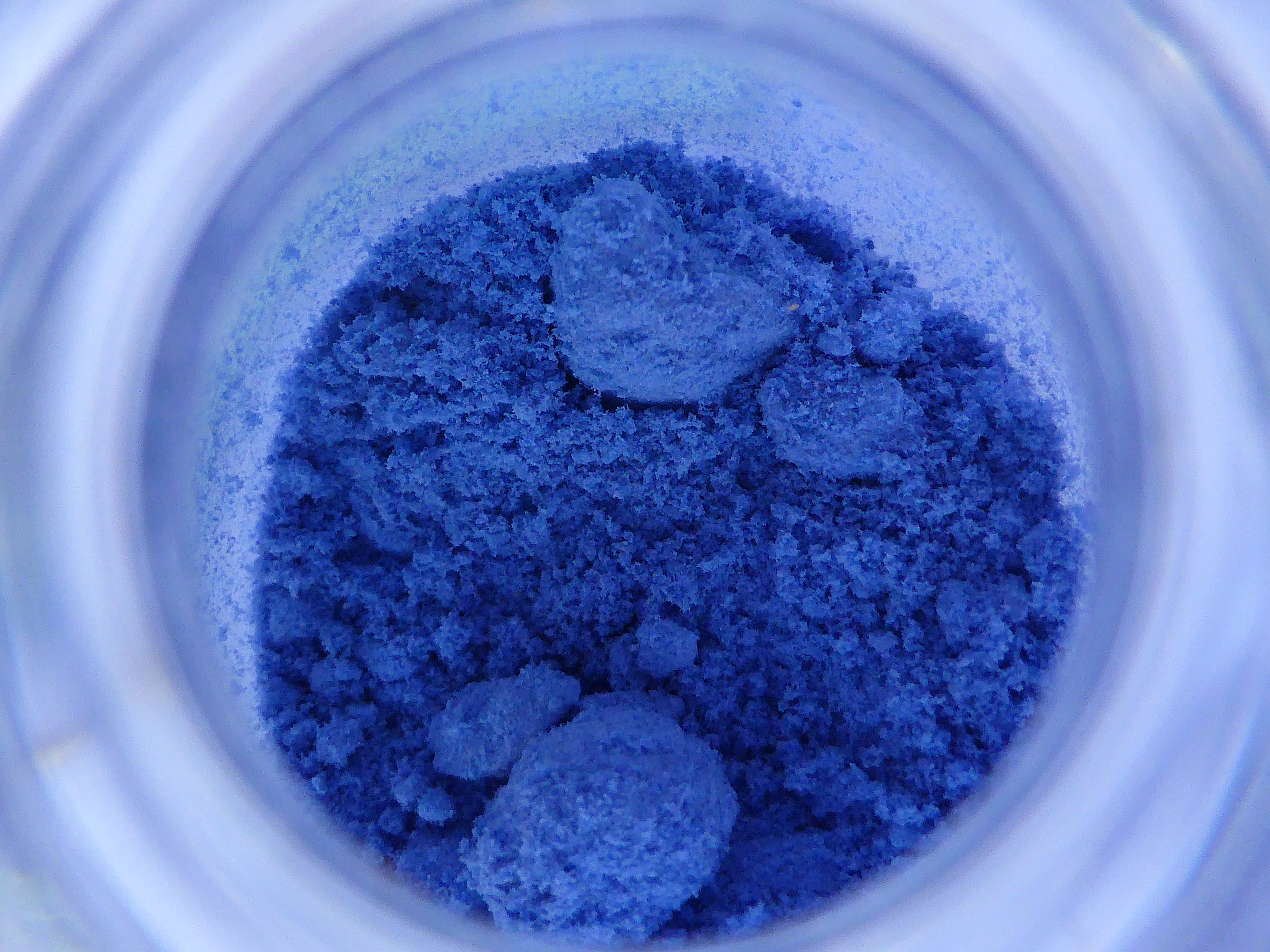
乙酰丙酮铜(II)
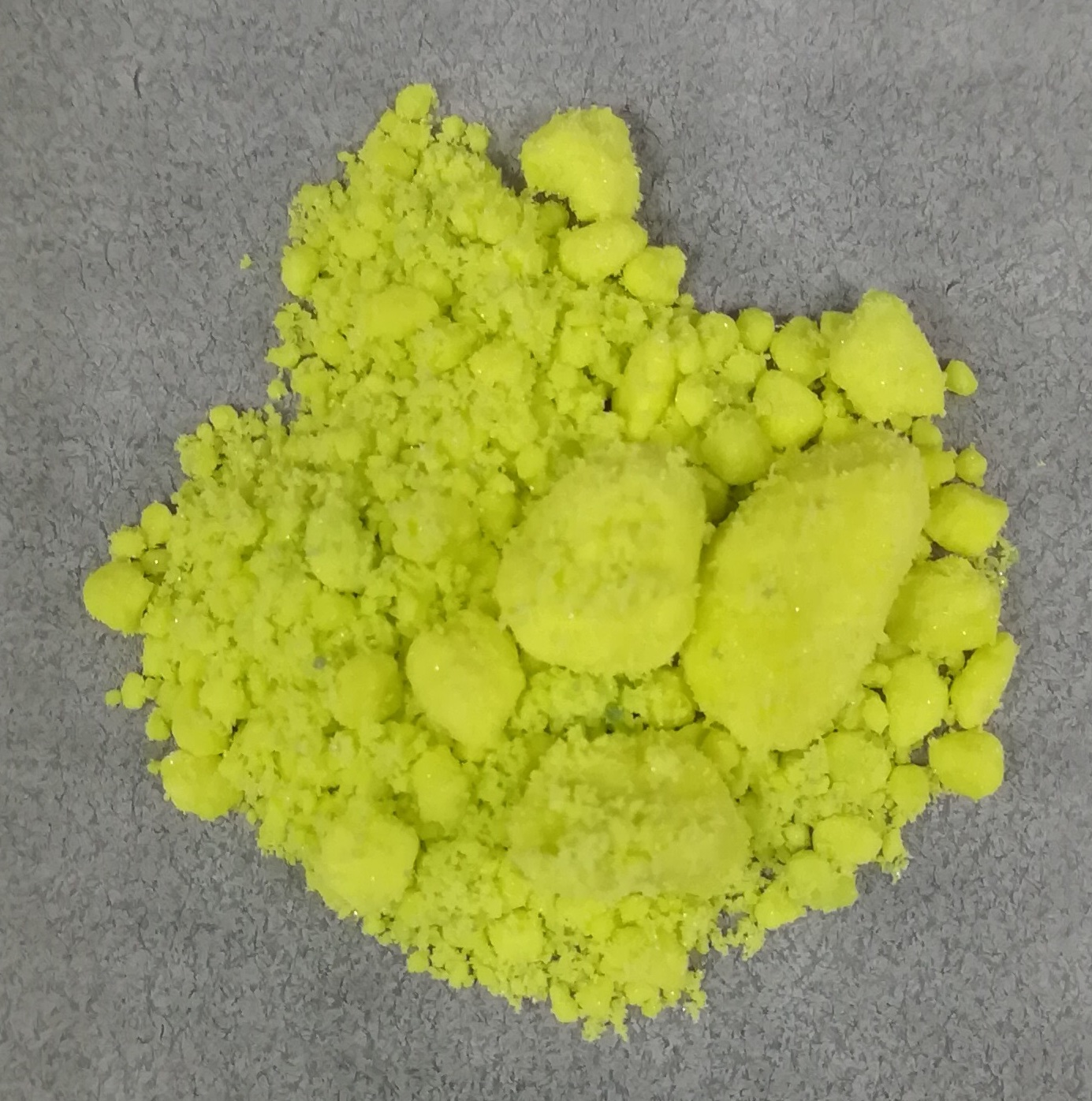
乙酰丙酮双氧钼(VI)